# Jean-Baptiste Dalesme

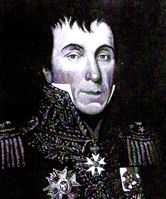
Jean-Baptiste Dalesme

Jean-Baptiste Dalesme (* 20. Juni 1763 in Limoges; † 13. April 1832 in Paris) war ein französischer Général de division der Infanterie. 

## Leben
Dalesme war ein Sohn des Druckereibesitzers François Dalesme und dessen zweiter Ehefrau Catherine Leyssère. Am 23. Mai 1780 trat Dalesme in die königliche Armee ein. Er kämpfte 1782/83 in Spanien und konnte sich mehrmals durch Tapferkeit auszeichnen. Am 11. Oktober 1791 wurde er bereits zum Lieutenant-colonel befördert. 
Zusammen mit Jean-Baptiste Jourdan kämpfte er unter Führung von General Mathieu Joseph d’Arbonneau. 1792 wechselte Dalesme in den Stab von General Charles-François Dumouriez und kämpfte  bei Jemappes (6. November 1792) und Neerwinden (18. März 1793). Bei der Belagerung von Le Quesnoy (September 1793) geriet er am 9. September 1793 in österreichische Gefangenschaft, in der er bis 1795 verblieb. 
Nach seiner Rückkehr wurde Dalesme zum Général de brigade befördert und zur Sambre- und Maas-Armee versetzt. Mit Wirkung zum 30. März 1796 führte er ein eigenes Kommando in der Division Grenier. Anlässlich eines Gefechts bei Gießen am Tag der Schlacht bei Limburg (16. September 1796) wurde Dalesme verwundet. 
Nach seiner Gesundung wechselte Dalesme auf Befehl Napoleons zur Italienarmee in den Stab von General Antoine Guillaume Delmas. Er kämpfte in mehreren Schlachten; in der Schlacht bei Magnano (5. April 1799) wurde er verwundet und geriet wiederum in österreichische Kriegsgefangenschaft. Erst im Sommer 1800 konnte er nach Frankreich zurückkehren. 
Am 22. April 1804 heiratete Dalesme in Paris Mlle Marie-Françoise Dumas, mit der er bereits eine Tochter hatte: Aurore-Alexandrine Marie (* 1801). Sein Sohn Jean-Baptiste Alfred kam noch im Jahr der Hochzeit, 1804, zur Welt. 
Am 20. Juli 1807 übernahm Dalesme im Rang eines Général de division ein Kommando der Garde nationale. 1809 wechselte er in den Stab von General Claude Carra-Saint-Cyr. Noch im selben Jahr kämpfte er bei Aspern (21./22. April 1809) und wurde schwer verwundet. Nach seiner Genesung übernahm Dalesme einige mehr administrative Aufgaben. 
Elisa Bonaparte, die Fürstin von Lucca und Piombino, und ihr Ehemann Félix Baciocchi wandten sich am 14. September 1810 mit einem Brief an Kriegsminister Henri Clarke d’Hunebourg und baten ihn, Dalesme als Militärgouverneur der Insel Elba einzusetzen. Diesem Wunsch wurde entsprochen und bis 1814 hatte Dalesme dieses Amt inne. 
Nach der Schlacht bei Paris (30. März 1814) und der Abdankung Napoleons (→Vertrag von Fontainebleau) musste Dalesme dieses Amt niederlegen. Am 18. April 1814 verwandte sich Kriegsminister Pierre Dupont de l’Étang bei König Ludwig XVIII. für Dalesme um diesem ein Treffen mit Napoleon auf der Insel Elba zu arrangieren. 
Am 15. November 1815 wurde Jean-Baptiste Dalesme in den Ruhestand verabschiedet. Er ließ sich auf seinem Besitz Petit Charat bei Cieux in  der Nähe von Limoges nieder. Als sich nach der Julirevolution von 1830 die Julimonarchie konstituiert hatte, holte König Louis-Philippe I. Dalesme nach Paris und betraute ihn mit der Leitung des Hôtel des Invalides. Als im März 1832 eine Cholera-Epidemie ausbrach, steckte sich nach einigen Wochen Dalesme ebenfalls an. Er starb am 13. April 1832 und fand seine letzte Ruhestätte am 15. April 1832 auf dem Cimetière de Vaugirard im 15. Arrondissement.

## Ehrungen
- 23. Juni 1810 Baron de l’Émpire
- Chevalier des Ordre royal et militaire de Saint-Louis
- 1. Mai 1831 Grand Officier der Ehrenlegion
- Der Bildhauer Henri Couteilhas (1862–1927) schuf ein Denkmal Dalesmes, welches 1911 in Limoges (Place de Tanneries) aufgestellt wurde
- Sein Name findet sich am nördlichen Pfeiler (10. Spalte) des Triumphbogens am Place Charles-de-Gaulle (Paris)
- Die Rue Dalesme in Limoges wurde nach ihm benannt.